# Enseada Galápagos

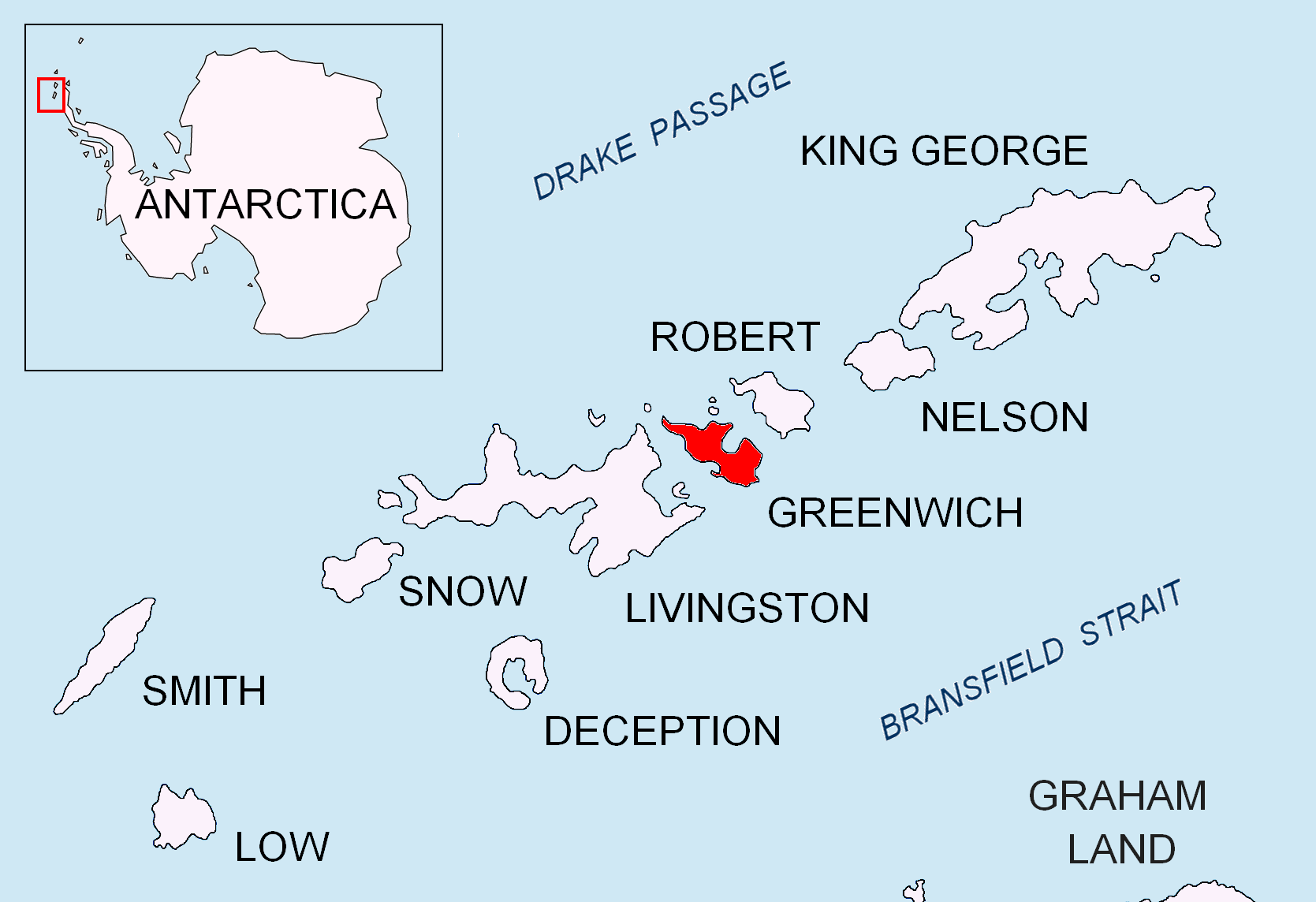
Localização da Ilha Greenwich nas Ilhas Shetland do Sul.

A Enseada Galápagos é uma pequena enseada de 210 metros de largura para 70 km para a costa nordeste Ilha Greenwich nas Ilhas Shetland do Sul, na Antártica. 

## Localização
A enseada Galápagos está localizada em 62° 26′ 39,8″ S, 59° 43′ 33″ O.

### Mapas
- L.L. Ivanov et al. Antarctica: Livingston Island and Greenwich Island, South Shetland Islands. Scale 1:100000 topographic map. Sofia: Antarctic Place-names Commission of Bulgaria, 2005.
- L.L. Ivanov. Antarctica: Livingston Island and Greenwich, Robert, Snow and Smith Islands. Scale 1:120000 topographic map.  Troyan: Manfred Wörner Foundation, 2009.  ISBN 978-954-92032-6-